# Население на Коста Рика
Населението на Коста Рика през 2018 година е 4 999 441 души.

## Възрастов състав
(2008)
- 0-14 години: 27,1% (мъже 584 782/жени 557 952)
- 15-64 години: 66,8% (мъже 1 416 456/жени 1 384 692)
- над 65 години: 6% (мъже 116 461/жени 135 571)

(2017)
- 0-14 години: 21,7% (мъже 522 072/жени 498 520)
- 15-64 години: 69% (мъже 1 580 192/жени 1 676 121)
- над 65 години: 9,3% (мъже 187 174/жени 248 444)

## Коефициент на плодовитост
- 2001 – 2,28
- 2011 – 1,86
- 2020 – 1,40

## Расов състав
- 85% – бели
- 10% – метиси
- 3% – негри/афрокарибци
- 1% – индианци
- 1% – китайци

## Религия
(2008)
- 70,5% – католици
- 13,8% – протестанти
- 11,3% – атеисти
- 2,1% – будисти
- 2,2% – други

## Език
Официален език в Коста Рика е испански.